# British Museum Reading Room
British Museum Reading Room – dawniej główna czytelnia Biblioteki Brytyjskiej, znajdująca się wewnątrz Muzeum Brytyjskiego, mieszczącego się w Londynie.
Czytelnia została zaprojektowana przez Sydneya Smirke’a i otworzono ją w 1857 roku. Czytelnia funkcjonowała nieprzerwanie do 1997 roku, kiedy to zamknięto ją na czas remontu. W latach 2000–2007 kontynuowała swoją funkcję jako czytelnia, a w latach 2007–2014 gościła wystawy czasowe Muzeum Brytyjskiego. W 2014 została zamknięta, a władze Muzeum nie zdecydowały o jej przyszłości.

## Historia

### Projekt i konstrukcja
Na początku lat 50. XIX wieku biblioteka muzealna potrzebowała większej czytelni, a ówczesny zarządca Antonio Panizzi, kierując się wcześniejszym pomysłem konkursowym Williama Hoskinga, wpadł na pomysł wybudowania okrągłej sali na centralnym dziedzińcu wewnątrz muzeum. Wykonanie projektu budynku zostało powierzone architektowi Sydneyowi Smirke’owi. Konstrukcja budynku trwała w latach 1854–1857. Przy konstrukcji sali zastosowano żeliwo, beton i szkło, a także najnowszą ówczesną technologię wentylacji i ogrzewania. Kopuła, zainspirowana Panteonem w Rzymie, ma średnicę 42,6 metra, nie jest jednak wolnostojąca: wykonano ją z segmentów na żeliwie, a sufit jest zawieszony i wykonany z papier-mâché. Stojaki na książki zbudowane dookoła czytelni zostały wykonane z żelaza, aby mogły odciążyć konstrukcję z ciężaru dachu, a także dodać ochronę przeciwpożarową.

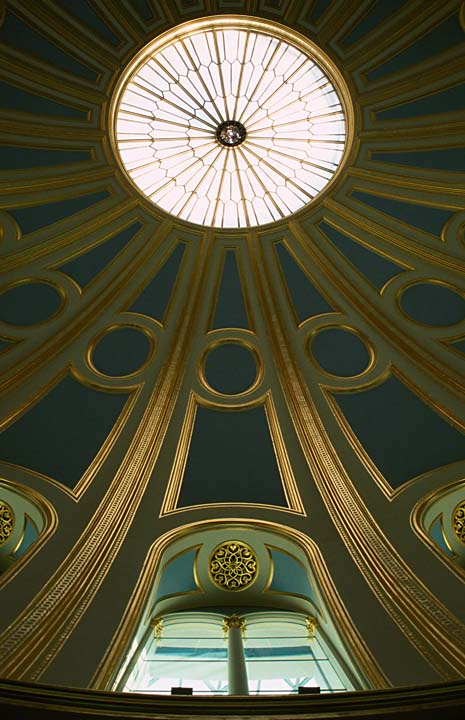
Widok na kopułę czytelni
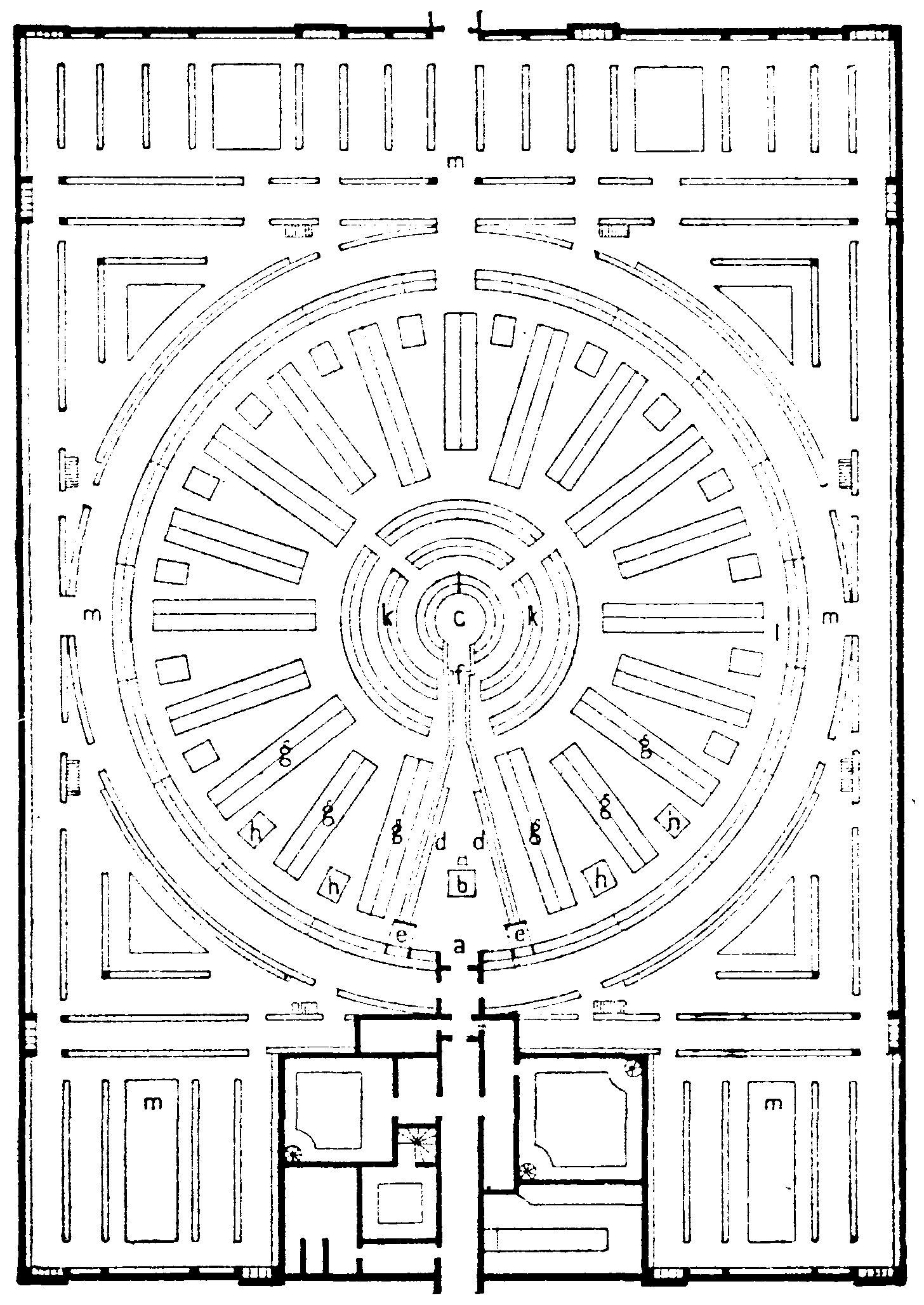
Plan czytelni w 1905 roku
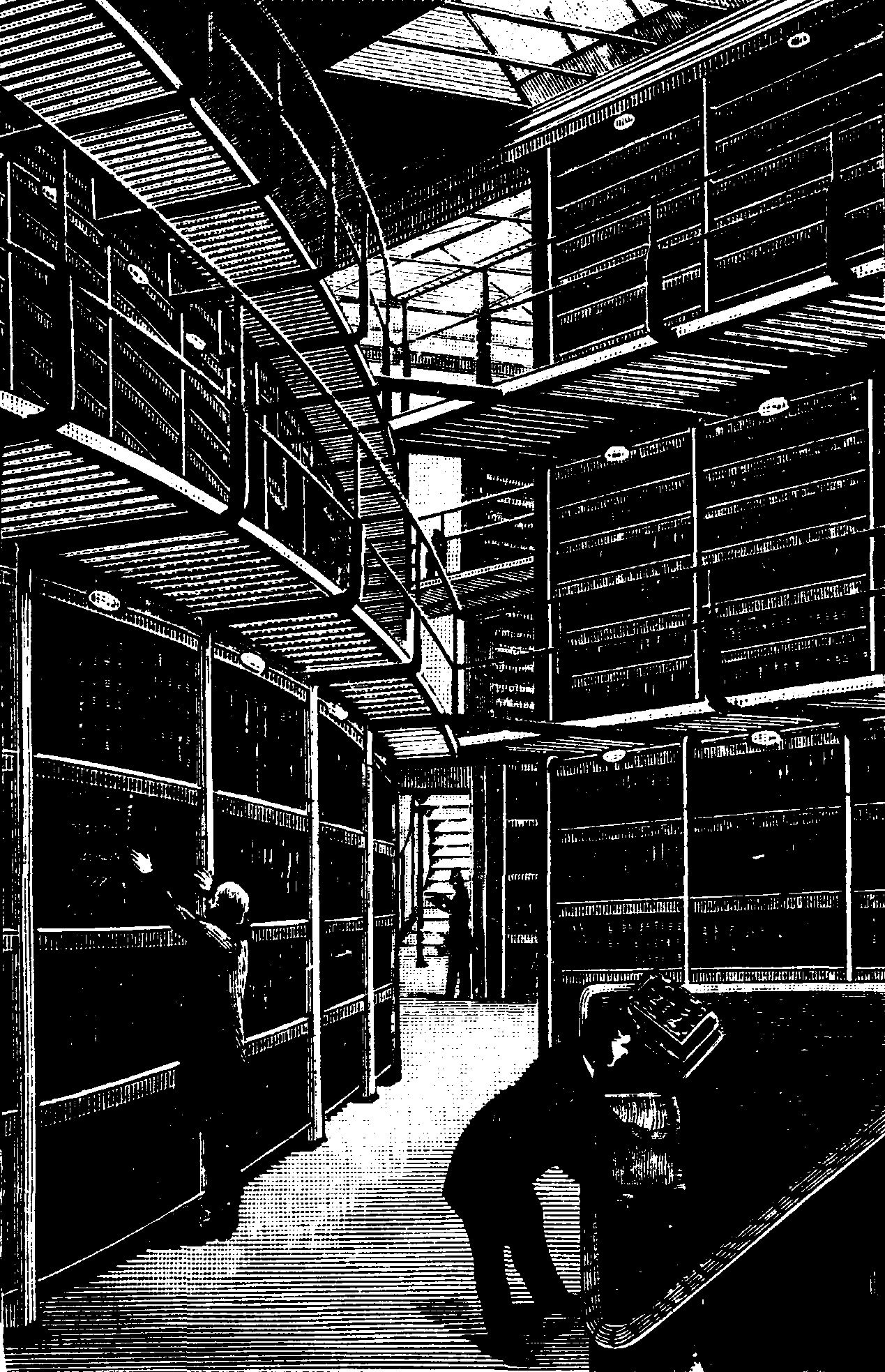
Sposób przechowywania książek w 1905 roku
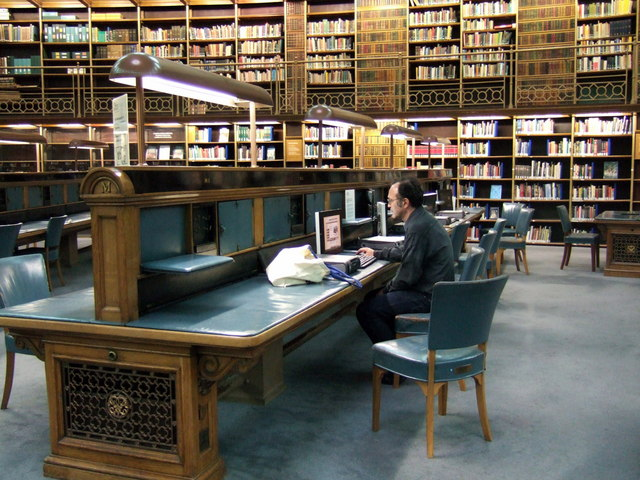
Biurka w czytelni

### Biblioteka Muzeum Brytyjskiego
Czytelnię oficjalnie otwarto 2 maja 1857 podczas „oficjalnego śniadania”. Czytelnia była otwarta dla wszystkich w dniach 8–16 maja, przyciągając ponad 62 000 odwiedzających.
Żeby uzyskać możliwość wejścia do czytelni należało złożyć pisemny wniosek i uzyskać zgodę od głównego bibliotekarza. Dostęp do czytelni był ograniczony wyłącznie do zarejestrowanych badaczy; jednak pozwolenia na wejście udzielona praktycznie każdemu kto mógł wykazać, że był poważnym badaczem. Z czytelni korzystało wiele znanych osobistości, w tym zwłaszcza: Sun Jat-sen, Karl Marx, Oscar Wilde, Friedrich Hayek, Bram Stoker, Mahatma Gandhi, Rudyard Kipling, George Orwell, George Bernard Shaw, Mark Twain, Włodzimierz Lenin (używając pseudonimu Jacob Richter), Virginia Woolf, Arthur Rimbaud, Muhammad Ali Jinnah, Herbert George Wells i Sir Arthur Conan Doyle. Z bocznej czytelni (w 2007 przeniesiono tam główną czytelnię) korzystali również Thomas Babington Macaulay, William Makepeace Thackeray, Robert Browning, Giuseppe Mazzini, Charles Darwin i Charles Dickens.
W 1973 roku British Library Act 1972 oddzielił dział biblioteczny od Muzeum Brytyjskiego, ale do 1997 roku czytelnia dalej gościła już oddzieloną Bibliotekę Brytyjską w tej samej czytelni i budynku.

### Zamknięcie i remont
W 1997 roku Biblioteka Brytyjska przeniosła się do nowo zbudowanej siedziby obok dworca St Pancras, a wszystkie książki i półki zostały usunięte z czytelni. W ramach przebudowy dziedzińca Muzeum Brytyjskiego, czytelnia została całkowicie wyremontowana i odnowiona, odnowiono również oryginalny sufitu papier-mâché, który został przywrócony do pierwotnej kolorystyki. Do odbudowy dachu czytelni użyto ponad 25 km złota płatkowego, o 1/3 więcej niż podczas remontu Zamku w Windsorze po pożarze w 1992 roku (Annus horribilis). Czytelnia została ponownie otwarta w 2000 roku, umożliwiając wejście do niej wszystkim odwiedzającym. Po otwarciu zawierała zbiór 25 000 książek poświęconych kulturom reprezentowanym w muzeum. Na jej terenie znalazło się również centrum informacyjne oraz Centrum Waltera Annenberga.

### Centrum wystawowe

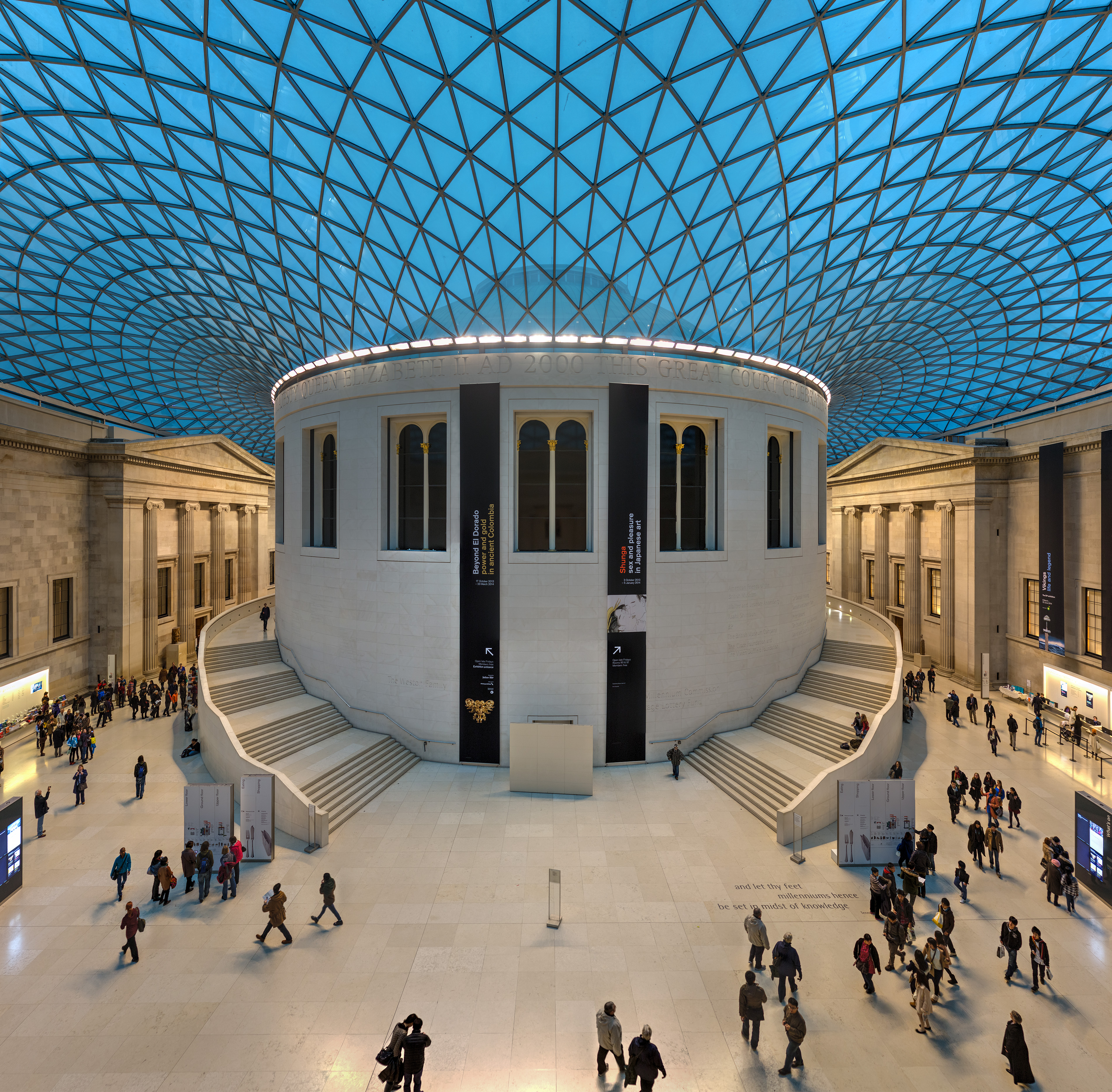
Ultraszerokokątna panorama czytelni na Wielki Dziedziniec im. Królowej Elżbiety II (ang. Queen Elizabeth II Great Court) w Muzeum Brytyjskim w Londynie

W 2007 z czytelni usunięto książki i meble zainstalowane podczas remontu w latach 1997–2000, a pomieszczenie ponownie uruchomiono jako miejsce wystaw czasowych Muzeum Brytyjskiego. Pierwszą wystawą specjalną zlokalizowaną w czytelni była The First Emperor: China’s Terracotta Army. Biblioteka otwarta dla zwiedzających (Paul Hamlyn Library) została przeniesiona do innego pomieszczenia, ale została zamknięta 13 sierpnia 2011.
Wybrane wystawy czasowe przedstawione są w poniższej tabeli:
| Nazwa wystawy (ang.)                                                | Od                   | Do                   |
| ------------------------------------------------------------------- | -------------------- | -------------------- |
| The First Emperor: China’s Terracotta Army                          | 13 września 2007     | 6 kwietnia 2008      |
| Hadrian: Empire and Conflict                                        | 24 lipca 2008        | 27 października 2008 |
| Shah ʿAbbas: The Remaking of Iran                                   | 19 lutego 2009       | 14 czerwca 2009      |
| Indian Summer                                                       | maja 2009            | września 2009        |
| Montezuma: Aztec Ruler                                              | 24 września 2009     | 24 stycznia 2010     |
| Italian Renaissance drawings                                        | 22 kwietnia 2010     | 25 lipca 2010        |
| Ancient Egyptian Book of the Dead: Journey Through the Afterlife    | 4 listopada 2010     | 6 marca 2011         |
| Treasures of Heaven: Saints, Relics and Devotion in Medieval Europe | 23 czerwca 2011      | 9 października 2011  |
| Hajj: journey to the heart of Islam                                 | 26 stycznia 2012     | 15 kwietnia 2012     |
| Shakespeare: staging the world                                      | 19 lipca 2012        | 25 listopada 2012    |
| Life and death in Pompeii and Herculaneum                           | 28 marca 2013        | 29 września 2013     |
| Vikings: life and legend                                            | 6 marca 2014         | 22 czerwca 2014      |
| Ancient lives, new discoveries                                      | 22 maja 2014         | 12 lipca 2015        |
| Germany: memories of a nation                                       | 16 października 2014 | 25 stycznia 2015     |
| Indigenous Australia: enduring civilisations                        | 23 kwietnia 2015     | 2 sierpnia 2015      |
| Drawing in silver and gold: Leonardo to Jasper Johns                | 10 września 2015     | 6 grudnia 2015       |
| Celts: art and identity                                             | 24 września 2015     | 31 stycznia 2016     |
| Egypt: faith after the pharaohs                                     | 29 października 2015 | 7 lutego 2016        |
| Sunken Cities: Egypt’s lost worlds                                  | 19 maja 2016         | 27 listopada 2016    |
| Hokusai: beyond the Great Wave                                      | 25 maja 2017         | 13 sierpnia 2017     |